# Katholieke Kerk in Kaapverdië
De Katholieke Kerk in Kaapverdië is een onderdeel van de wereldwijde Rooms-Katholieke Kerk, onder het geestelijk leiderschap van de paus en de curie in Rome.
In 2005 waren ongeveer 410.000 (93%) inwoners van Kaapverdië lid van de Katholieke Kerk. Kaapverdië bestaat uit twee bisdommen, namelijk Mindelo en Santiago de Cabo Verde, die direct onder de Heilige Stoel vallen. De bisschoppen zijn lid van de bisschoppenconferentie van Senegal, Mauritanië, Kaapverdië en Guinee-Bissau. President van de bisschoppenconferentie is Benjamin Ndiaye, aartsbisschop van Dakar (Senegal). Verder is men lid van de regionale bisschoppenconferentie van West-Afrika.
Apostolisch nuntius voor Kaapverdië is aartsbisschop Waldemar Stanisław Sommertag, die tevens nuntius is voor Guinee-Bissau, Mauritanië en Senegal.

## Bisdommen

Kaapverdië

- Bisdom Mindelo
- Bisdom Santiago de Cabo Verde

## Nuntius
- Apostolisch pro-nuntius
  - Aartsbisschop Luigi Barbarito (5 april 1975 – 10 juni 1978)
  - Aartsbisschop Luigi Dossena (24 oktober 1978 – 30 december 1985)
  - Aartsbisschop Pablo Puente Buces (15 maart 1986 – 31 juli 1989)
  - Aartsbisschop Antonio Maria Vegliò (21 oktober 1989 – december 1994)
- Apostolisch nuntius
  - Aartsbisschop Antonio Maria Vegliò (december 1994 – 2 oktober 1997)
  - Aartsbisschop Jean-Paul Aimé Gobel (6 december 1997 – 31 oktober 2001)
  - Aartsbisschop Giuseppe Pinto (5 februari 2002 – 6 december 2007)
  - Aartsbisschop Luis Mariano Montemayor (17 september 2008 - 22 juni 2015)
  - Aartsbisschop Michael Wallace Banach (9 juli 2016 - 3 mei 2022)
  - Aartsbisschop Waldemar Stanisław Sommertag (vanaf 6 september 2022)